# Dzámar járás
Dzámar járás (mongol nyelven: Заамар сум) Mongólia Központi tartományának egyik járása. Területe 2900 km². Népessége kb. 5500 fő.
Székhelye, Bat-Öldzít (Бат-Өльзийт) 200 km-re fekszik Dzúnmod tartományi székhelytől és 180 km-re Ulánbátortól.